# Pileodon megasporus
Pileodon megasporus är en svampart som beskrevs av P. Roberts & Hjortstam 1998. Pileodon megasporus ingår i släktet Pileodon, ordningen Gloeophyllales, klassen Agaricomycetes, divisionen basidiesvampar och riket svampar.   Inga underarter finns listade i Catalogue of Life.